# シュヴァルムシュタット
シュヴァルムシュタット (ドイツ語: Schwalmstadt, ドイツ語発音: [ˈʃvalmʃtat] ( 音声ファイル)) は、ドイツ連邦共和国ヘッセン州シュヴァルム＝エーダー郡に属す市で、同郡で人口最大の街である。この街は1970年にトライザとツィーゲンハインの2つの都市が周辺の村を含めて合併し、成立した。

## 地理

### 位置
シュヴァルムシュタットはクニュル山地の西端にあたるシュヴァルム盆地に多くの市区とともに存在している。この街は北ヘッセン盆地の「シュヴァルム地方」に位置している。この名称は同名の川の名前に拠っている。シュヴァルムシュタットはシュヴァルム地方の北部にあたる。最寄りの大きな街は、カッセル（北約 50 km）、バート・ヘルスフェルト（東約 35 km）、マールブルク・アン・デア・ラーン（北西約 35 km）、フルダ（南東約 80 km）である。
シュヴァルムシュタットは2つの中核市区を有している。背後地の高台（海抜 212 m の谷から 35 m 上）に旧市街を有するトライザはヴィーラ川がシュヴァルム川に合流する地点に面しており、ツィーゲンハイン（海抜 214 m）は約 4.5 km 東のグレンツェバッハ川がシュヴァルム川に合流する地点のすぐ北西に接している。
市域の最低地点は、ゲルス川がシュヴァルム川に合流する地点の下流側で海抜 207 m のガンスアウである。最高地点はガンスアウの背後の山ランツブルクで、海抜 342.7 m である。

### 隣接する市町村
シュヴァルムシュタットは、北はイェスベルクおよびノイエンタール、東はフリーレンドルフ、南はヴィリングスハウゼン（以上いずれもシュヴァルム＝エーダー郡）、西はノイシュタット（マールブルク＝ビーデンコプフ郡）およびギルザーベルク（シュヴァルム＝エーダー郡）と境を接する。

### 市の構成
シュヴァルムシュタットは、トライザとツィーゲンハインの2つの中核市区の他、アレンドルフ・アン・デア・ランツブルク、アッシェローデ、ディッタースハウゼン、フロールスハイン、フランケンハイン、ミヒェルスベルク、ニーダーグレンツェバッハ、ロンマースハウゼン、レールスハイン、トルッツハイン、ヴィーラの各市区からなる。

## 歴史

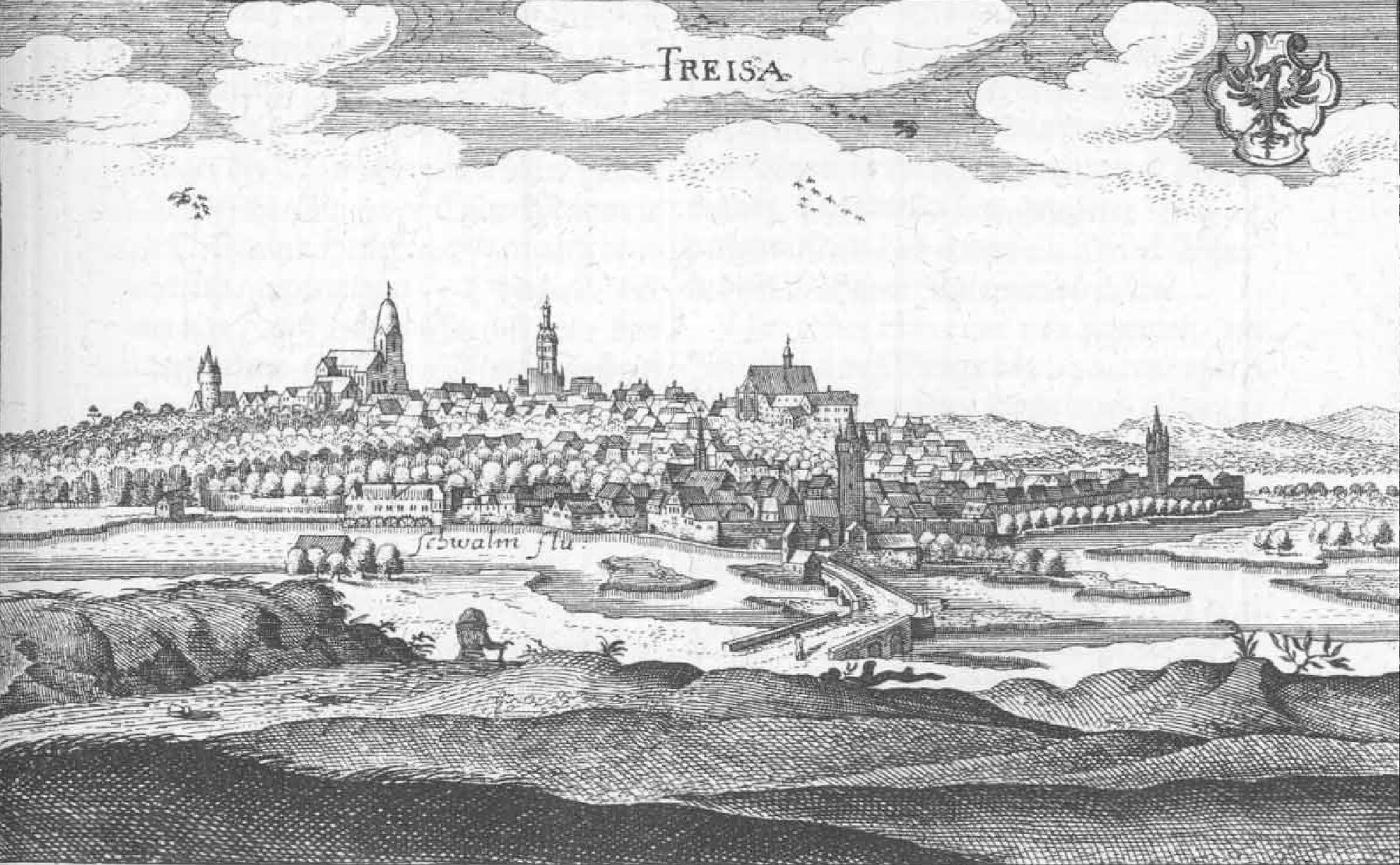
1655年に出版されたマテウス・メーリアンの銅版画に描かれたトライザ

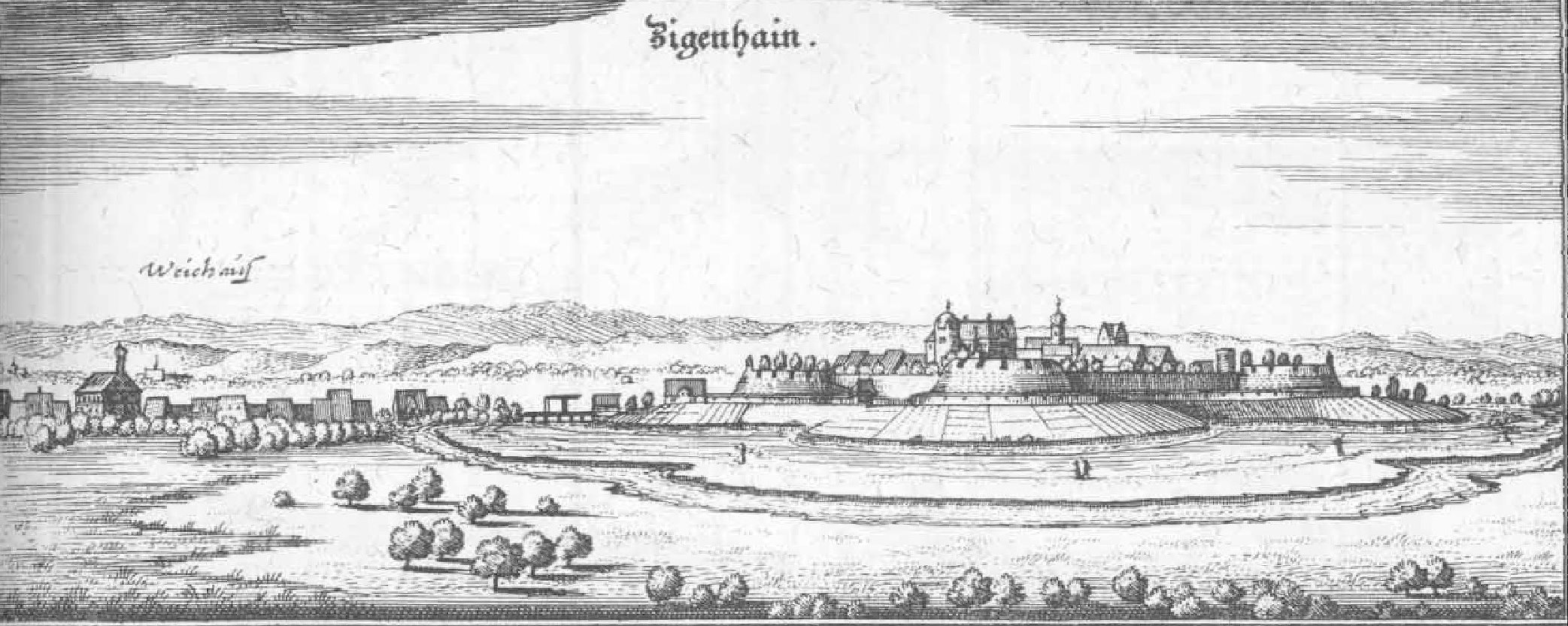
1655年に出版されたマテウス・メーリアンの銅版画に描かれたツィーゲンハイン

8世紀の Treise（トライザ）はヘルスフェルト修道院の所領であった。Cigenhagen の伯（ツィーゲンハイン伯）は1144年に初めて文献に記録されている。1186年にトライザは伯領となり、防衛施設が設けられた。トライザの象徴的建造物であるマルティン教会（現在のトーテン教会）は、1230年に建造された。トライザは1229年から1270年までの間に都市権を獲得し、ツィーゲンハインは1274年に都市権を授けられた。最後のツィーゲンハイン伯ヨハン2世の死後、1450年にこの伯領はヘッセン方伯のものとなった。
方伯家はツィーゲンハインの城塞を1470年に城館へと改築し、これに方伯フィリップ1世は1537年から1548年に水堀を設けた。
1945年8月にトライザで ドイツ福音主義教会 (EKD) 設立についての会議（「トライザの教会会議」）が開催された。これによりルター派、改革派、合同教会の連携がなされた。さらに1946年5月と1947年6月の2回のEKDの会議で、聖餐に対する異なる見解を調整するための対話を開始し、非ナチ化を試みた。
「Hessisch willkommen!」のモットーの下、シュヴァルムシュタットは1995年の第35回「ヘッセンの日」の会場となった。
1961年から2006年までシュヴァルムシュタットはドイツ連邦軍の駐屯地であった。ハルトベルク兵舎にはいくつかの部隊が駐屯した。第21野戦（装甲）砲兵大隊、第22ロケット砲兵大隊、第11/2教育中隊、第2護衛砲兵隊、第2補給連隊、第51補給大隊、第310補給大隊、第700憲兵教育中隊、第801憲兵大隊、第351憲兵教育大隊である。トライザ特殊爆薬倉庫には、1962年から1992年まで米軍の管理下でトライザの2つの砲兵大隊のために核弾頭が保管されていた。

### 市町村合併
ヘッセン州の市町村改変に伴い、1970年にトライザとツィーゲンハインの両市が、近隣の村落アレンドルフ、アッシェローデ、ディッタースハウゼン、フロールスハイン、フランケンハイン、ニーダーグレンツェバッハ、ロンマースハウゼン、レールスハイン、トルッツハイン、ヴィーラが合併してシュヴァルムシュタット市が成立した。ミヒェルスベルクは1972年に合併した。

### 歴史資料
トライザとツィーゲンハインの市の史料はヘッセン州立マールブルク公文書館に保管されている。保管されている史料は大部分が公開されており、オンラインで閲覧可能である。

## 行政

### 市議会
シュヴァルムシュタットの市議会は、37議席からなる。

### 首長
2016年12月1日からシュテファン・ピンハルトがシュヴァルムシュタットの市長を務めている。

### 紋章
図柄: 金地に、右（向かって左）を向いた赤い爪を持つ黒い「ツィーゲルアドラー」（ヤギの頭を持つワシ）。胸に銀地に6つの突起がある赤い星。
紋章の図柄は、2つの市と旧ツィーゲンハイン伯の歴史上のシンボルから採られている。

### 姉妹都市
- カントン・ロリオル＝シュル＝ドローム（フランス、ドローム県）
- ズワールム（ベルギー、オースト＝フランデレン州）

## 文化と見所

### 演劇
- シュヴァルムベルク野外ステージ
- トーテン教会野外ステージ
- トルッツハイン演劇サークル: 「トルッツハイナー・ビューネ」

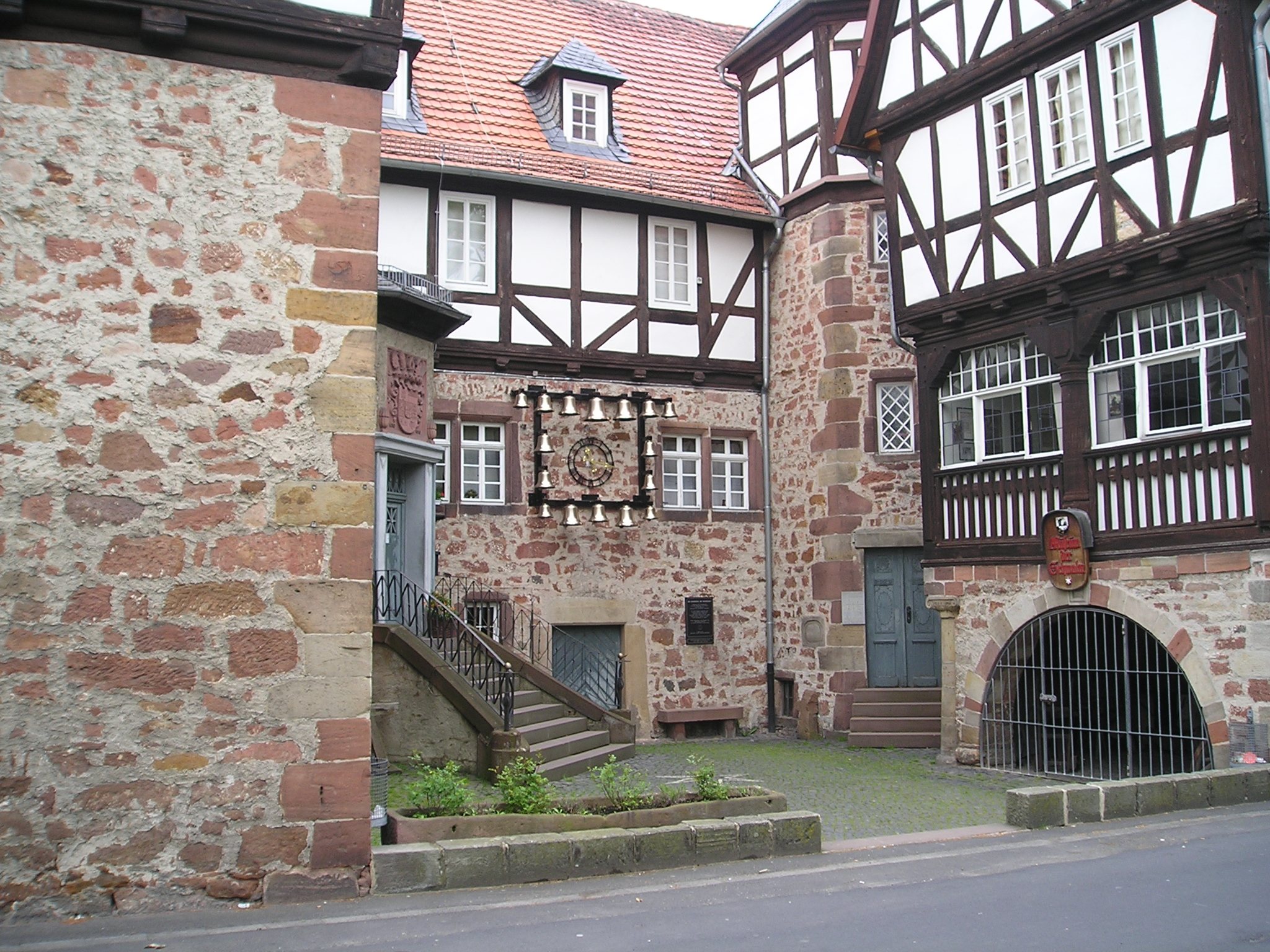
シュヴァルム博物館

### 博物館
- ドイツ・タイプライター博物館
- ツィーゲンハイン・シュヴァルム博物館
- トルッツハインの追悼碑と博物館
- 保存鉄道サークル「トライザ鉄道愛好会 e.V.」（旧「シュヴァルム＝クニュル鉄道愛好会 e.V.」[5]）

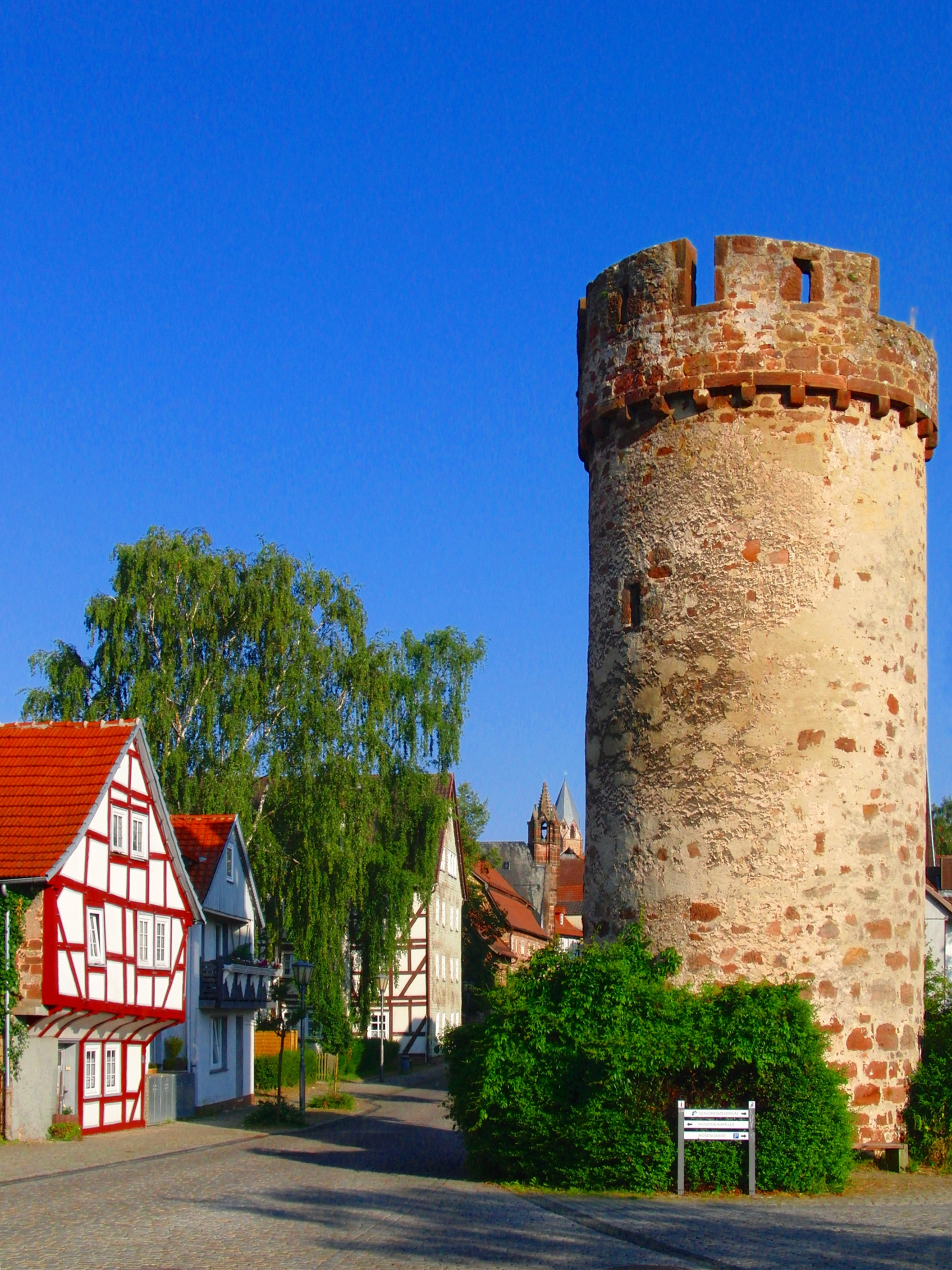
ヘクステン塔

### 建造物
- 数多くの木組み建築があるトライザとツィーゲンハインの歴史的旧市街
- 「バターミルク塔」を持つトライザのトーテン教会
- 市教区教会
- トライザの旧病院
- トライザのヘクステン塔
- ツィーゲンハインの、堀とパレード広場を有する城館
- トライザの市庁舎とヨハニスの泉
- トルッツハインの旧戦争捕虜収容所
- 旧鉄道工場の機関車車庫
- トルッツハインのマリアの救済巡礼教会

- トーテン教会
- ツィーゲンハインの市教会
- ツィーゲンハインの城館
- トライザの市庁舎
- トルッツハインの巡礼教会

### 自然文化財
- ヴィーラの旧陵墓
- ロンマースハウゼンの隕石

### 定期行事
- フッツェルのキルメス[訳注 1]（トライザ）
- ツィーゲンハイナー・ザラートのキルメス
- アレンドルフ・アン・デア・ランツブルクのキルメス
- ディッタースハウゼンのキルメス
- フロールスハインのキルメス
- ニーダーグレンツェバッハのキルメス
- ミヒェルスベルクのキルメス
- ヴィーラのキルメス
- トーテン教会前のワイン村
- ヨハニス祭（ニーダーグレンツェバッハ）
- ニーダーグレンツェバッハの泉祭
- シェルツマルクト
- ミヒャエリスマルクト
- トルッツハインのクヴィングハウアーの巡礼
- ニーダーグレンツェバッハ、トライザ、ツィーゲンハインのクリスマスマーケット

## 経済と社会資本

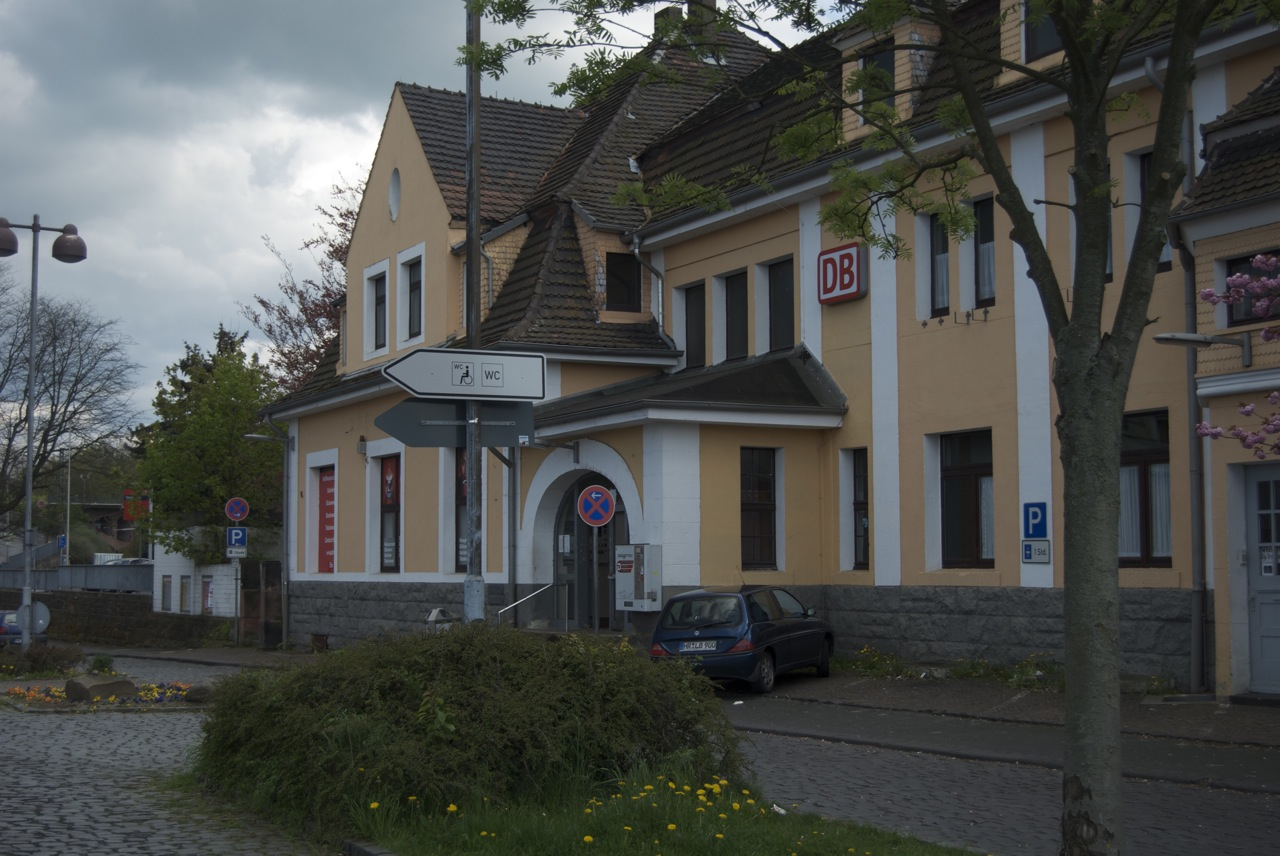
トライザ駅

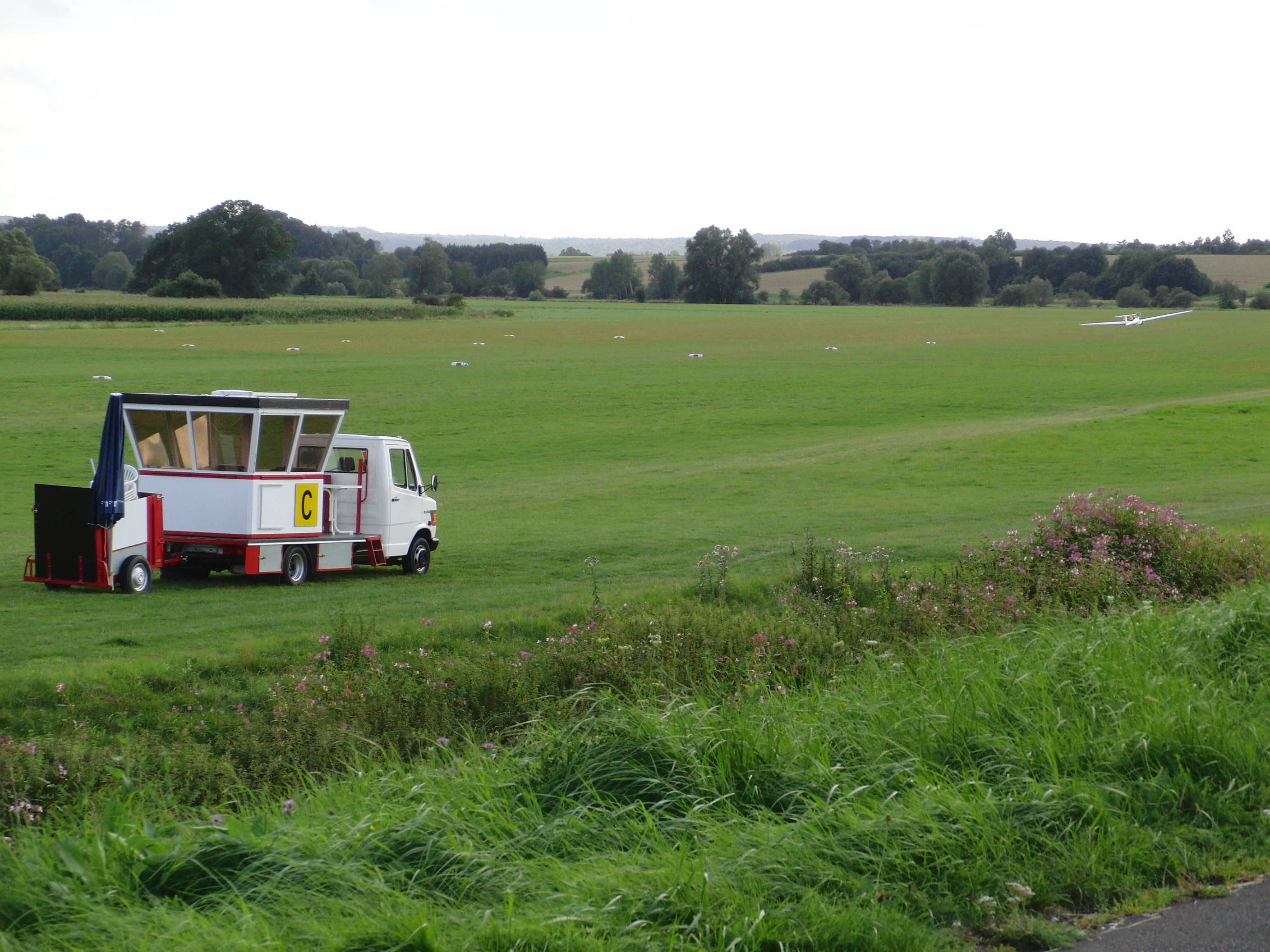
ツィーゲンハインのグライダー飛行場

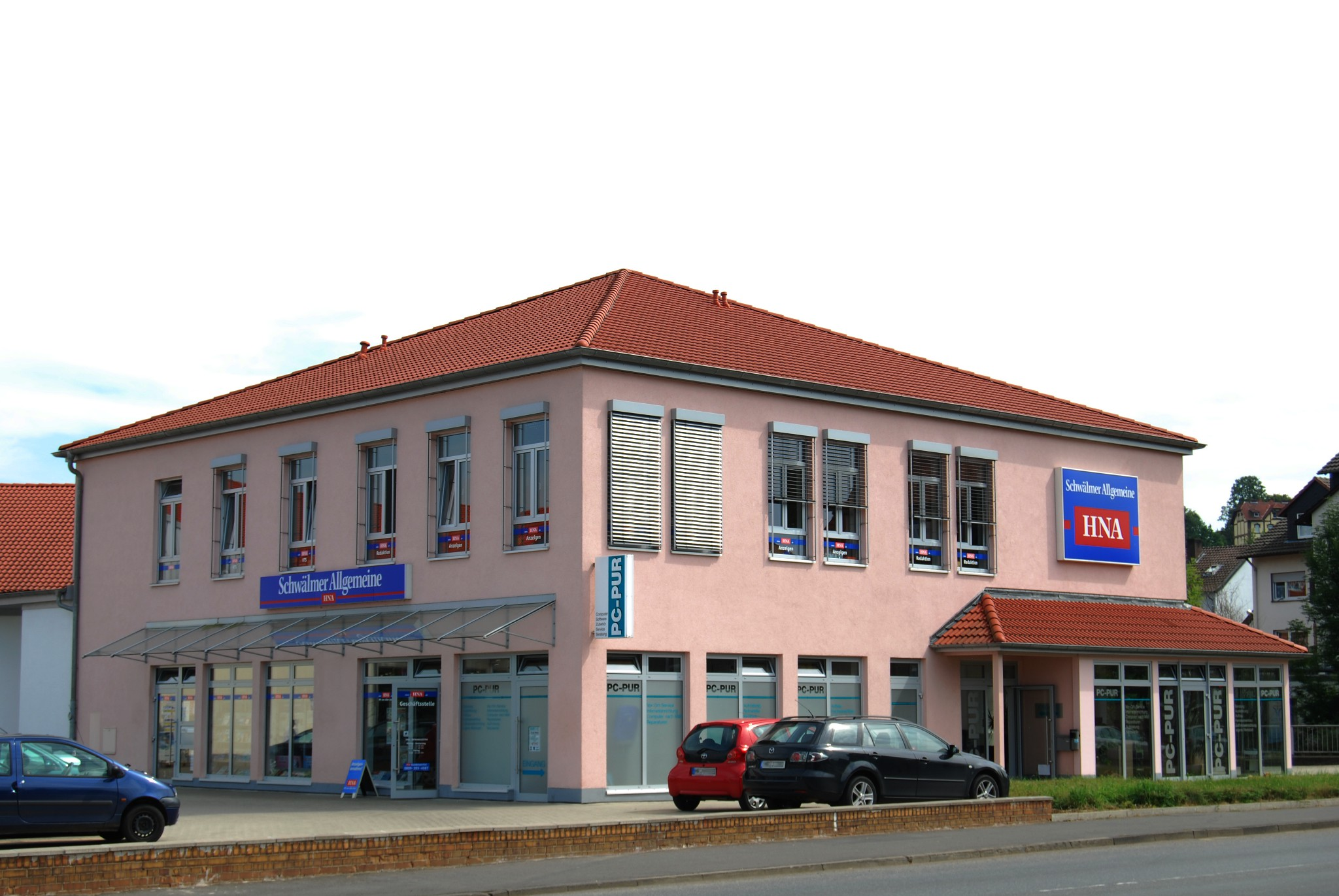
シュヴェルマー・アルゲマイネを出版している HNA シュヴァルムシュタット支社

### 交通

#### 道路
連邦道 B254号線（フルダからカッセルまで）と B454号線（バート・ヘルスフェルトからマールブルクまで）がシュヴァルムシュタットを通っている。連邦アウトバーン A49号線は隣接するノイエンタールが終点である。シュヴァルムシュタットまでの延長工事は2016年に完成する予定である。

#### 鉄道
フランクフルトからカッセルまでのマイン＝ヴェーザー鉄道がシュヴァルムシュタットを通っている。この路線にはトライザ駅とシュヴァルムシュタット＝ヴィーラ駅がある。
1時間ごとに、カッセル発/行のレギオ・トラムの列車およびフランクフルト発/行のミッテルヘッセン・エクスプレスが始・終点として発着する。さらに、2時間ごとにカッセル - フランクフルト線のインターシティーやレギオナルエクスプレスがトライザ駅に発着する。
シュヴァルムシュタット＝ヴィーラ駅は、1時間ごとにミッテルヘッセン・エクスプレスが発着する。
「カノーネンバーン（大砲鉄道）」と呼ばれたベルリンとメスとの間の軍略鉄道路線もこの街を通っていた。
シュヴァルムシュタットはかつて、バート・ヘルスフェルトとを結ぶバート・ヘルスフェルト - トライザ線（クニュルヴァルト鉄道とも呼ばれた）も通っていた。

#### 自転車道
バート・ヘルスフェルトからヒルシュホルン・アム・ネッカーまでのヘッセン広域自転車道 R4号線は、フリッツラーからこの街に入り、ツィンマースローデを通り、アレンドルフ市区のランツブルク近くの森を抜け、ツィーゲンハインの西を通ってロスハウゼン（ヴィリングスハウゼン）からアルスフェルト方面へ抜けていく。
2010年に全長 101 km のシュヴァルム自転車道が開通した。この自転車道はフォーゲルスベルク山地の同名の川の水源からフェルスベルクまでを結んでいる。シュヴァルムシュタットの市域では、ツィーゲンハインの飛行場周辺を通る際にR4号線から一時的に分かれるが、他の区間では両者は同一である。シュヴァルム自転車道は、トライザとロンマースハウゼンを越えてアレンドルフで R4号線と合流してシュヴァルムシュタットの市域を離れる。
シュヴァルム＝エフツェ・ヴェク R14号線はトライザを始点とし、ツィーゲンハインとニーダーグレンツェバッハに向かってシュヴァルム盆地を通って、フリーレンドルフからホムベルク (エフツェ)へ抜ける。
ゲミュンデンからヴァールスハウゼンおよびオーバーアウラへ向かうシュヴァルム＝フルダ・ヴェク R11号線は、ザクセンハウゼンから来て、フロールスハインを通ってトライザに至り、ここから未舗装の道路を通ってヴァーゼンベルクに達する。

#### グライダー飛行場
ツィーゲンハイン地区にはグライダー飛行場「デア・リング」がある。シュヴァルム航空スポーツクラブとアカフリーク・フランクフルトがここでグライダー・スポーツに専念している。

### メディア
- シュヴェルマー・アルゲマイネ（日刊）ディーリヒス出版 (HNA)
- シュヴェルマー・ボーテ日曜版とシュヴェルマー・ボーテ水曜版、MB-メディア出版
- MAZ ミッテルヘッシシェ・アンツァイゲン・ツァイトゥンク（水曜日）、MAZ-出版ギーセン

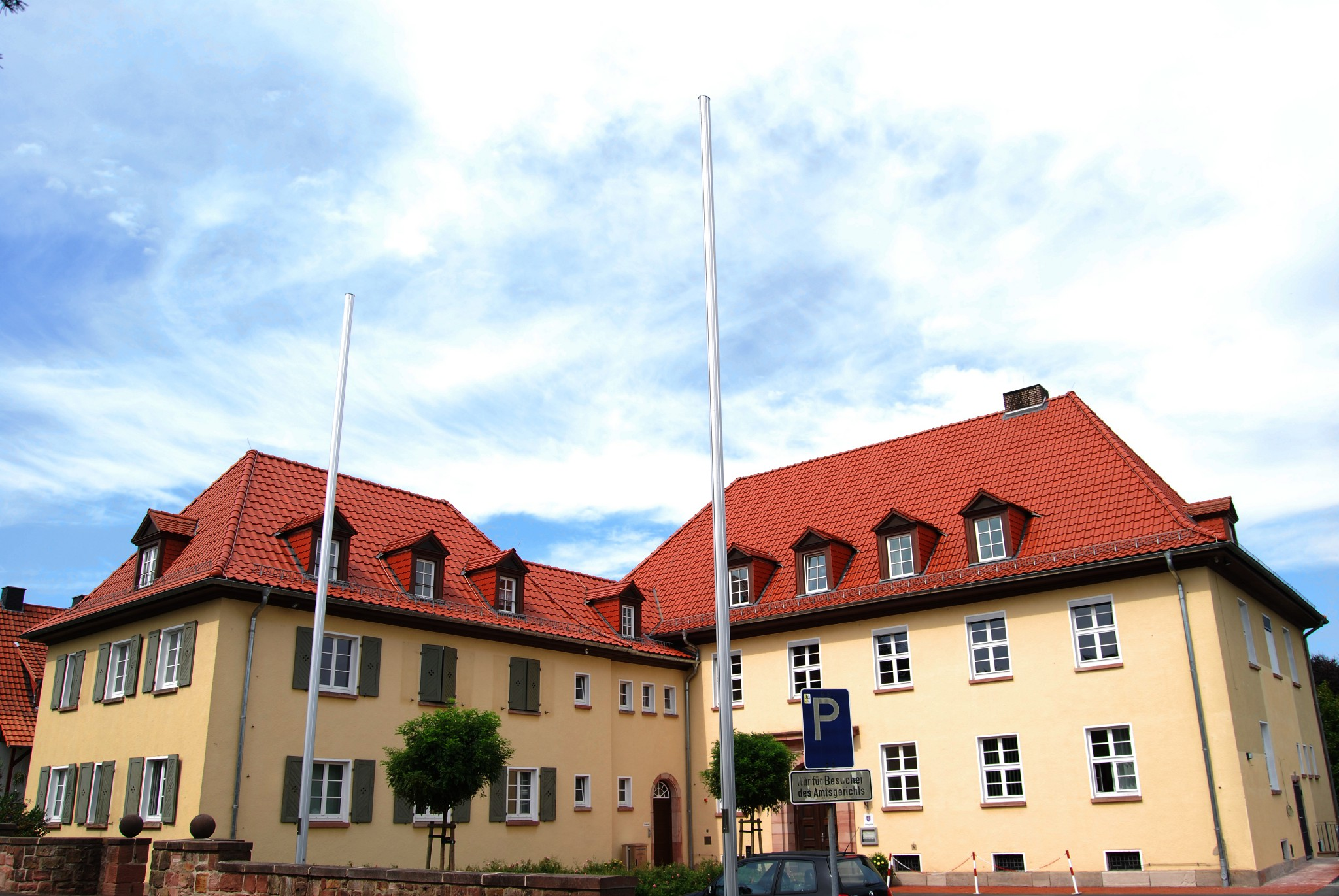
シュヴァルムシュタット区裁判所

### 政府機関
シュヴァルムシュタット区裁判所は、この街に所在している。

#### シュヴァルムシュタット刑務所
シュヴァルムシュタット刑務所はツィーゲンハイン地区のかつてのヘッセン＝カッセル方伯の狩りの城とその増築部分にある。

#### 連邦機関 技術的救助隊
技術的救助隊シュヴァルムシュタット地方連盟は1961年に設立された。シュヴァルムシュタット地方連盟には、位置測定専門グループと技術車輌が配備されている。

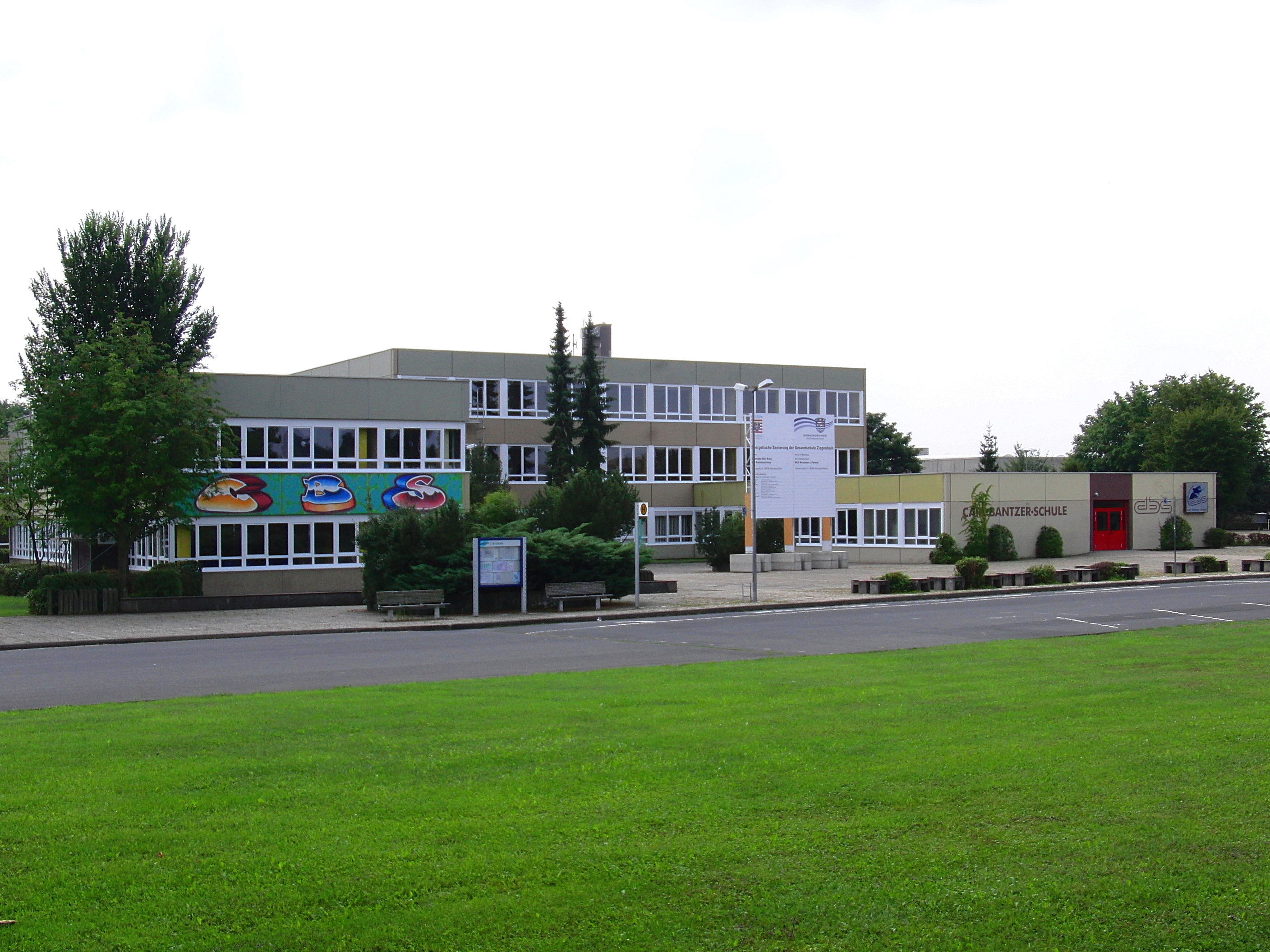
カール・バンツァー・シューレ

### 教育施設
この街には、一般教育の学校として、カール・バンツァー・シューレ（共同型総合学校）、シュヴァルムギムナジウム、オスターグルント学校（本課程・実科学校）がある。これに至る、より初等の基礎課程学校は、ツィーゲンハイナー基礎課程学校、アレンドルフのブリューダー・グリム・シューレ、トライザのエックハルト・フォンホルト・シューレ、ニーダーグレンツェバッハ基礎課程学校、ミッテルプンクト基礎課程学校である。
養護学校に関しては、幅広い多様性を有している。地方の特殊教育相談・支援センターとなっているシュヴァルム＝エーダー郡立の学習介護学校であるザンクト・マルティン・シューレの他に、地域を超えた相談・支援センターであるヘファタ養護学校を挙げることができる。この学校はヘファタ社会奉仕団が運営しており、しつけの補助、学習補助、実践教育、病人や身体障害者を受け容れている。さらに実践教育、身体障害者、学習補助のためのフリードリヒ・トロスト・シューレが付属している。
職業・卒後学校は、シュヴァルムシュタット職業学校とヘファタ社会福祉業アカデミーがある。
ヘファタ・アカデミーはこの他にダルムシュタット・プロテスタント大学の学習機関である。学士課程や修士課程の学生は、様々な社会福祉関係の職業に就いている。
これ以外の教育機関としては、速記者協会 1925 トライザ e.V.（速記、タイプライター、キーボード入力、ビジネス技術、インターネット教育、テキスト/データ処理の養成・卒後教育機関）や市民大学がある。

### 地元企業
合成樹脂の分野では、Merkel Freudenberg Fluidtechnic GmbH（充填技術、振動技術）と Horn & Bauer GmbH & Co. KG（箔技術）がある。機械製造では Konvekta AG（加温技術、温度技術、冷却技術）、電子工学分野では Optelec GmbH（電子式視力補助具）がある。さらに流通業者 Heidelmann GmbH（国際運輸と温度制御貯蔵）、製靴業者 Erich Rohde GmbH、シュヴァルム・ブロイのブルワリー Friedrich Haaß KG がシュヴァルムシュタットに本社を置いている。
社会教育分野では、Hephata Hessisches Diakoniezentrum e.V. がある。

## 人物

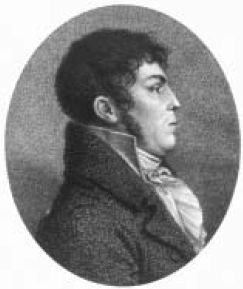
フリードリヒ・ゴットリープ・ディートリヒ

### 出身者
- アダム・ディートリヒ（1711年 - 1782年）植物学者
- フリードリヒ・ゴットリープ・ディートリヒ（1765年 - 1850年）植物学者
- グイド・クノップ（1948年 - ）歴史家、ジャーナリスト、著述家、司会者
- ヘルベルト・ヘンク（1948年 - ）ピアニスト
- パスカル・イター（1995年 - ）プロサッカー選手

## 訳注
1. ↑  キルメス (ドイツ語: Kirmes) は教会開基祭を起源とする民俗祭である。